# Bora (geslacht)
Bora is een geslacht van rechtvleugeligen uit de familie Romaleidae. De wetenschappelijke naam van dit geslacht is voor het eerst geldig gepubliceerd in 1979 door Amédégnato & Descamps.

## Soorten
Het geslacht Bora  is monotypisch en omvat slechts de volgende soort:
- Bora nemoralis (Amédégnato & Descamps, 1979)